# 乃木坂、逃避行。
《乃木坂、逃避行。》（日语：／ Nogizaka touhikou */?）是自2024年7月5日起，在網路平台Lemino上配信播出，由日本偶像團體乃木坂46的成員兩人一組，為期2天一夜的旅行的紀錄片及外景綜藝節目。為乃木坂46的冠名節目。

## 概要
每次由兩位與“某種”關係的乃木坂46成員擔任旅人，制定一個「現在，真的想去的地方」的1泊2日旅行計劃，並將其過程進行直播的紀錄片綜藝節目。節目的視覺由乃木坂46的池田瑛紗負責。
2024年12月17日，SEASON2的製作已決定，並宣布將於2025年1月10日開始配信。
2025年3月12日，作為活動，本節目的SEASON1將於同日12:00至3月25日23:59進行為期兩週的免費播放。
2025年6月27日，SEASON3的製作已決定，並宣布將於2025年7月4日開始配信。

## 配信時間

### SEASON1
| 集數 | 播出日期 | 旅行地點       | 出演成員                              |
| ---- | -------- | -------------- | ------------------------------------- |
| 1    | 7月5日   | 北海道         | 梅澤美波、久保史緒里                  |
| 2    | 7月12日  | 北海道         | 梅澤美波、久保史緒里                  |
| 3    | 7月19日  | 島根縣 鳥取縣  | 遠藤櫻、弓木奈於                      |
| 4    | 7月26日  | 島根縣 鳥取縣  | 遠藤櫻、弓木奈於                      |
| 5    | 8月2日   | 沖繩縣         | 五百城茉央、井上和                    |
| 6    | 8月9日   | 沖繩縣         | 五百城茉央、井上和                    |
| SP1  | 8月16日  | 北海道・島根縣 | 梅澤美波、久保史緒里 遠藤櫻、弓木奈於 |
| SP2  | 8月23日  | 鳥取縣・沖繩縣 | 遠藤櫻、弓木奈於 五百城茉央、井上和   |
| 7    | 8月30日  | 岐阜縣         | 田村真佑、池田瑛紗                    |
| 8    | 9月6日   | 岐阜縣         | 田村真佑、池田瑛紗                    |
| 9    | 9月13日  | 靜岡縣 山梨縣  | 賀喜遙香、菅原咲月                    |
| 10   | 9月20日  | 靜岡縣 山梨縣  | 賀喜遙香、菅原咲月                    |
| 11   | 9月27日  | 泰国曼谷       | 筒井彩萌、與田祐希                    |
| 12   | 10月4日  | 泰国曼谷       | 筒井彩萌、與田祐希                    |

### SEASON2
| 集數 | 播出日期 | 旅行地點      | 出演成員             |
| ---- | -------- | ------------- | -------------------- |
| 1    | 1月10日  | 熊本縣        | 伊藤理理杏、與田祐希 |
| 2    | 1月17日  | 熊本縣        | 伊藤理理杏、與田祐希 |
| 3    | 1月24日  | 長野縣        | 林瑠奈、松尾美佑     |
| 4    | 1月31日  | 長野縣        | 林瑠奈、松尾美佑     |
| 5    | 2月7日   | 福岡縣        | 金川紗耶、菅原咲月   |
| 6    | 2月14日  | 福岡縣        | 金川紗耶、菅原咲月   |
| 7    | 2月21日  | 大阪府 京都府 | 筒井彩萌、川崎櫻     |
| 8    | 2月28日  | 大阪府 京都府 | 筒井彩萌、川崎櫻     |
| 9    | 3月7日   | 長崎縣        | 柴田柚菜、奧田伊呂波 |
| 10   | 3月14日  | 長崎縣        | 柴田柚菜、奧田伊呂波 |
| 11   | 3月21日  | 台北市        | 梅澤美波、小川彩     |
| 12   | 3月28日  | 台北市        | 梅澤美波、小川彩     |

### SEASON3
| 集數 | 播出日期 | 旅行地點      | 出演成員             |
| ---- | -------- | ------------- | -------------------- |
| 1    | 7月4日   | 山形縣 福島縣 | 弓木奈於、中西阿爾諾 |
| 2    | 7月11日  | 山形縣 福島縣 | 弓木奈於、中西阿爾諾 |

## 外部連結
- 《乃木坂、逃避行。》官方網站－ Lemino（日語）